# Maria Eva Albistur
María Eva Albistur (Buenos Aires, 10 de agosto de 1973) es bajista, compositora, cantante y productora argentina.

## Trayectoria
El recorrido de María Eva Albistur (10 de agosto-1975), bajista, compositora, cantante y productora, empieza en Buenos Aires, su ciudad natal, con el rock y las búsquedas domésticas. Luego, en New York, amplía su repertorio sonoro enriquecido con múltiples shows y eclécticas formaciones. En 1999 viaja a Madrid (donde vive 6 años), convocada como bajista y cantante de Joaquín Sabina para su gira mundial de "19 Días y 500 Noches" -quien además le prestó una letra y el estudio de grabación para que registre sus canciones sobre barcos, trenes, olvidos y distancias-. Allí graba su primer disco "Insomne" (2001), y el segundo "Avatar" (2004) , los dos editados en Argentina y España.
Desde su regreso a Argentina en 2006 graba con Charly García, como productora, ingeniera e instrumentista en el disco "Kill Gil". Colabora con diferentes bandas y artistas como Intoxicados en el disco "El exilio de las especies", produce el primer disco "Entro Igual" de Luis Ortega y colabora en shows en vivo con artistas como Fernando Cabrera, Javier Malosetti, etc.
A fin de 2010 lanza su tercer disco  "Más ahora que después ̈. Varios temas de sus discos solistas fueron elegidos para formar parte de distintos compilados tanto en Europa como Japón.
Es convocada con su banda como grupo de apertura en los conciertos en Argentina de los artistas internacionales Stevie Wonder, Elton John, Julieta Venegas , Sade y Ricky Martin.
En 2021 Lanza su nuevo disco "Fénix" con un video de "El Rayo" dirigido por el cineasta Luis Ortega.
Y es convocada por ‘’’Diego Frenkel’’’ para tocar el bajo en su banda.
A lo largo de éstos años paralelamente compone música para Cine:
. 2021 - " Conversaciones sobre el odio" (Dir. Vera Fogwill)
. 2009 - “ Meno male che si sei” (Dir. Luis Prieto, Italia)
. 2006 - “La velocidad funda el olvido” (Marcelo Schapses, Argentina)
. 2004 - 18 J “La ira de Dios” (Marcelo Schapses, Argentina)
. 2003 - “Mariposas de Fuego” (Dir. Luis Prieto España/Italia)
Y para TV:
. 2021 -  "Fauna" (dibujos animados)
.2007 - "Estaciones” para el canal Paka Paka 
.2015 - Serie “Cartoneros”

## Discografía

### Como solista
- "Fénix" (2021)
- EP Santa Fe (2014)
- Más ahora que después (2010)
- Avatar (2004)
- Insomne (2001)

Colaboraciones con otros artistas
- Diego Frenkel - “Medusas” (2022)
- Intoxicados "El exilio de las especies" (2014)
- Manto " De velocidad, tiempo y espacio" (2008)
- Charly García - Kill Gil (2007)
- Fernando Samalea - " Fan" (2004)
- A Tirador Láser/ Lucas Martí - "Otro Rosa" (2003)

### Bandas Sonoras
- "Mariposas de Fuego"  de Luis Prieto (España-Italia)
- "Meno Male Que Chi Sei" de Luis Prieto (España-Italia)
- "La Ira de Dios" para la película "18-J" de Marcelo Schapses.
- "La Velocidad Funda el Olvido" de Marcelo Schapses.
- Serie de TV "Cartoneros"

## Spotify
https://sptfy.com/mariaevalbistur

## Instagram
- Maria Eva Albistur en Instagram
- Maria Eva Albistur en Facebook
- Maria Eva Albistur en X (antes Twitter)

- Datos: Q5653560